# 托里涅
托里涅（法語：Thorigné，法語發音：[tɔʁiɲe]）是法国德塞夫勒省的一个旧市镇，属于尼奥尔区。2017年，托里涅与市镇穆贡合并为新市镇穆贡-托里涅。2019年，穆贡-托里涅与临近的2个市镇合并为新市镇艾贡迪涅。

## 地理
托里涅（46°17'28"N, 0°15'10"W）面积18.26 平方千米，位于法国新阿基坦大区德塞夫勒省，该省份为法国西部内陆省份，北起曼恩-卢瓦尔省，西接旺代省，南至夏朗德省和滨海夏朗德省，东临维埃纳省。
与托里涅接壤的市镇（或旧市镇、城区）包括：艾戈奈、博赛-维特雷、贝勒河畔塞勒、穆贡、普拉耶、圣布朗迪娜。
托里涅的时区为UTC+01:00、UTC+02:00（夏令时）。

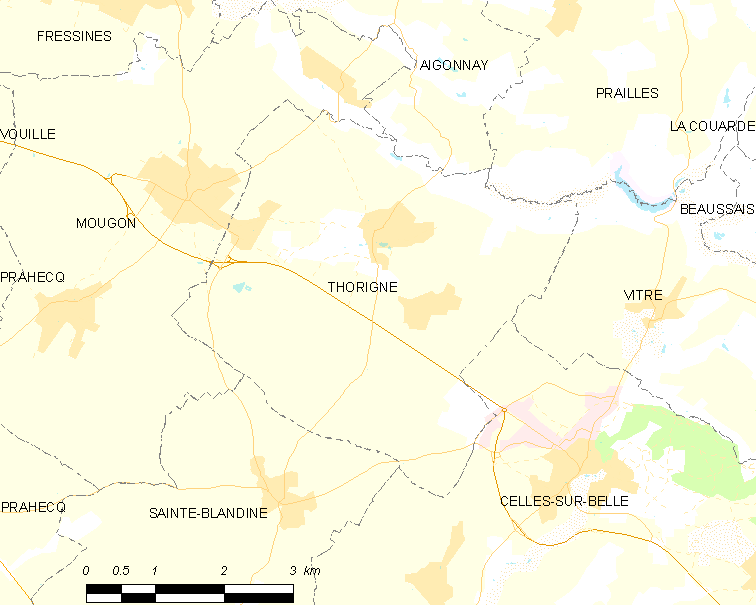
托里涅的OSM定位图

## 行政
托里涅的邮政编码为79370，INSEE市镇编码为79327。

## 政治
托里涅所属的省级选区为贝勒河畔塞勒县。

## 人口

1962-2008年间托里涅人口变化图示

托里涅于2018年1月1日时的人口数量为1252人。